# SG-145
La SG-145 es una carretera de titularidad autonómica de la Junta de Castilla y León (España) que transcurre por la provincia de Segovia entre el límite con la provincia de Guadalajara, donde enlaza con la CM-110, y Ayllón, donde enlaza con la N-110. Pertenece a la Red Complementaria Preferente de Castilla y León. Antiguamente era parte del trazado de la C-114, que unía Alcolea del Pinar (Guadalajara) y Aranda de Duero (Burgos).
Durante todo su recorrido consta de una sola calzada, con un carril para cada sentido de circulación, y atraviesa las localidades de Grado del Pico, Santibáñez de Ayllón, Estebanvela y Francos, todas ellas integradas en el municipio de Ayllón.